# Tantrums and Tiaras
Tantrums and Tiaras è un documentario del 1995 su Elton John, diretto dal suo attuale marito David Furnish.

## Trama
L'argomento principale è la vita privata di Elton, uno tra gli artisti più famosi al mondo, spesso al centro dell'attenzione per via delle sue memorabili esibizioni live o per i suoi atteggiamenti fuori dal comune. In questo caso, però, si analizza la privacy della star in un documentario che la vede come assoluta protagonista, affiancata dal partner e dagli amici. Emergono quindi chiaramente le paure, le vicissitudini, le gioie, le soddisfazioni provate e vissute da Elton John nel corso della sua carriera.

## Distribuzione
È un film direct-to-video originariamente pubblicato in VHS. Il 25 novembre 2008 è stato pubblicato anche in DVD.

## Riconoscimenti
Nel 1998 il documentario vinse un Chris Award al Columbus Film and Video Festival.